# Joseph Franz Ratschky

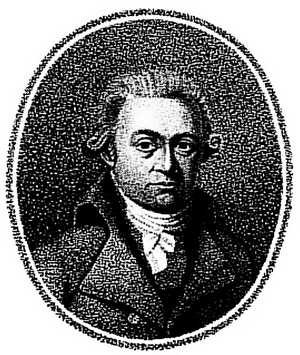
Joseph Franz Ratschky

Joseph Franz Ratschky (* 21. August 1757 in Wien; † 31. Mai 1810 ebenda) war ein österreichischer Schriftsteller.

## Leben
Ratschky besuchte das Jesuitengymnasium in Wien und studierte anschließend Philosophie an der Wiener Universität. Seit 1776 im Staatsdienst, war er ab 1782 beim Landgrafenamt beim Vieh- und Fleischaufschlag tätig. 1787 wurde er Präsidialsekretär des oberösterreichischen Regierungspräsidenten Leopold Graf Rottenhan in Linz. 1795 zunächst Hofsekretär, danach Hofrat und 1807 Staats- und Konferenzrat.
Ratschky gehörte der Freimaurerloge Zur wahren Eintracht an. Im seinerzeit bekannten Kramerschen Kaffeehaus zählte er zu den Stammgästen. Er starb 1810 im Mölkerhof am Schottentor. 1894 wurde die Ratschkygasse in Wien-Meidling nach ihm benannt.

## Bedeutung
Ratschky gehört neben Johann Baptist von Alxinger und Aloys Blumauer zu den bedeutendsten Vertretern der österreichischen Aufklärungsliteratur. Als Schriftsteller begründete Ratschky 1777 den Wienerischen Musenalmanach, der bis 1796 erschien und in dem alle bedeutenden Schriftsteller Wiens veröffentlichten. Zu seinen Werken zählen Theaterstücke, Gedichte und Satiren. Am bekanntesten ist sein satirisches Werk Melchior Striegel, das die Französische Revolution aus der Sicht des österreichischen Josephinismus spiegelt.

## Werke
- Weiß und Rosenfarb. Singspiel (1773)
- Bekir und Gulroni. Schauspiel (1780)
- Der Theaterkitzel. Lustspiel (1784)
- Gedichte (1785)
- Der Tyroler Landsturm. Libretto zur weltlichen Kantate von Antonio Salieri (1799)[1]
- Melchior Striegel. Ein heroisch-episches Gedicht für Freunde der Freyheit und Gleichheit (1793) (Ausgabe Leipzig anno 1799: online – Internet Archive)
- Neuere Gedichte (1805)